# Uwe Raab
Uwe Raab (Lutherstadt Wittenberg, 1962. július 26. –) német kerékpárversenyző. Az 1988. évi nyári olimpiai játékokon egyéni mezőnyversenyben a 23. helyen végzett.